# Heinrich Fiehler

Heinrich Fiehler (1910)

Heinrich Fiehler (* 28. Oktober 1858 in Reckerode (Hessen); † 1945 in München) war ein gelernter Goldschmied, Baptistenpastor und Pionier der baptistischen Bewegung in Bayern. Vier seiner fünf Söhne waren frühe Anhänger der nationalsozialistischen Bewegung.

## Leben

Heinrich Fiehler und Emma, geborene Wulff, im Kreis ihrer sieben Kinder
1: Werner Fiehler; 2: Gerhard Fiehler; 3: Otto Fiehler; 4: Johannes Baptist Fiehler; 5: Karl Fiehler; 6: Elisabeth Fiehler; 7: Frieda Fiehler

Heinrich Fiehler kam als Sohn des Ehepaares Johannes Fiehler und Amalie, geborene Hartusch, zur Welt. Nach dem Besuch der Volksschule erlernte er das Goldschmiedehandwerk. Es folgte eine längere Zeit der beruflichen Tätigkeit sowie ein dreijähriger Militärdienst in Würzburg. Danach nahm er seinen Wohnsitz in Schleswig und fand dort Kontakt zur Baptistengemeinde, bekehrte sich und empfing kurze Zeit später die Gläubigentaufe. Die Gemeinde erkannte seine Begabungen und empfahl ihn zur Aufnahme an das baptistische Predigerseminar in Hamburg. Die Ausbildungsstätte, Keimzelle der heutigen Theologischen Hochschule Elstal, war damals noch im ersten Stock der Baptistenkirche an der Böhmkenstraße untergebracht. Fiehler studierte dort von 1884 bis 1887. Seine theologischen Lehrer waren in diesen Jahren unter anderem Johann Georg Fetzer und Joseph Lehmann.

### Bayreuth
Gleich nach Abschluss seiner Ausbildung wurde Heinrich Fiehler zum ersten Prediger der 1840 gegründeten Baptistengemeinde Bayreuth berufen. Das Hamburger Missions-Komitee gewährte der kleinen Gemeinde eine finanzielle Unterstützung, so dass die regelmäßige Zahlung eines Gehaltes möglich wurde. In die Bayreuther Zeit fiel auch Fiehlers Eheschließung mit Emma Wulff (31. März 1888 in Eckernförde). Aus dieser Verbindung gingen fünf Söhne und zwei Töchter hervor. Zwei seiner Söhne wurden noch in Bayreuth geboren. Heinrich Werner († 1952) kam dort am 3. März 1889 zur Welt. Johannes Baptist, später Hans genannt, wurde am 8. Juni des darauffolgenden Jahres geboren.
Die Bayreuther Baptistengemeinde – übrigens die erste im Königreich Bayern – litt unter manchen Repressionen. So schaltete zum Beispiel das landeskirchliche Dekanat die Polizeibehörde ein, nachdem bekannt geworden war, dass die Fiehlersche Gemeinde „Sonntags-Mittags von 2–3 Uhr“ einen Kindergottesdienst eingerichtet und dazu öffentlich als „frei für alle Kinder“ eingeladen hätte. Ein anderes Beispiel: Nach einer gottesdienstlichen Versammlung in Seidwitz überreichten ihm teilnehmende Bauern 42 Pfennige für die Kamerun-Mission. Ein von den Behörden eingesetzter „Spion“ zeigte die Geldübergabe an. Fiehler wurde daraufhin „wegen unerlaubter Sammlung“ zu 11 Mark Strafe verurteilt. Der bereits erwähnte Johann Gerhard Fetzer schrieb in seinem Jahresbericht 1888 an das Baptist Missionary Magazine: „Im großen Königreich Bayern wirkte bis vor kurzem nur ein einziger [baptistischer] Kolporteur. Aber im letzten Jahr begann Bruder Fiehler, einer unserer [Seminar-]Absolventen, mit seiner Arbeit. Seinen Wohnsitz nahm er bei der kleinen Herde [=Gemeinde] in Bayreuth. Er berichtet von Fortschritten, nicht aber von fehlendem Widerstand, auch wenn dieser bisher nicht stark genug war, um seine Arbeit zu behindern. Wir hoffen, dass dies auch in Zukunft nicht der Fall sein wird.“

### Niederplanitz

1. Baptistenkapelle Niederplanitz (1888–1906) mit Wohnung der Predigerfamilie Fiehler

Noch 1890 wechselte Fiehler in die Baptistengemeinde Niederplanitz. Ein Jahr später wurden die bis dato 143 Niederplanitzer Baptisten von der Muttergemeinde Altenburg in die Selbständigkeit entlassen. Das Ehepaar Fiehler wohnte in der Predigerwohnung der 1888 errichteten Kapelle. Dort kamen die Söhne Otto Heinrich (1892–1936) und Gerhard (1893–1950) zur Welt.
Fiehlers Dienst in Niederplanitz blieb ebenfalls nicht ohne Widerspruch der staatlichen und kirchlichen Behörden. In einigen Teilen Deutschlands – und dazu gehörte das neue Wirkungsfeld Heinrich Fiehlers – war es Baptisten und anderen Dissidenten auch noch in der zweiten Hälfte des 19. Jahrhunderts unter Androhung von Strafen verboten, öffentliche Veranstaltungen durchzuführen. Bei Taufen, die durch Untertauchen in Flüssen und Seen stattfanden, sowie bei Beisetzungen gab es häufig nur die Möglichkeit, diese Gottesdienste unter freiem Himmel abzuhalten. Die meisten Friedhöfe waren damals in landeskirchlichem Besitz. Freikirchlichen Geistlichen war es an vielen Orten untersagt, bei der Beisetzung ihrer Gemeindemitglieder am Grab zu predigen, geschweige denn die örtliche Kirche zu nutzen. Heinrich Fiehler hatte deshalb 1892 die Trauerfeier für eine verstorbene Baptistin aus Sosa kurzerhand auf die öffentliche Straße verlegt. Er wurde wenig später von der Amtshauptmannschaft Schwarzenberg „wegen groben Unfugs“ zu einer Geldstrafen von 20 Mark verurteilt. Im Sächsischen Kirchen- und Schulblatt von 1894 beklagte sich ein landeskirchlicher Pastor über den Niederplanitzer Baptistenprediger Fiehler. Dieser habe „ganz wider die ihm bekannten Landesgesetze [...] Minderjährige durch die Wiedertaufe in seine Gemeinde“ aufgenommen. Dieses Treiben sei nun endlich angezeigt worden. Jedoch habe man Fiehler, um ihn der zu erwartenden Strafe zu entziehen, „schnell nach Braunschweig“ berufen.

### Braunschweig
Im Jahr 1894 begann Heinrich Fiehler seinen Dienst in der Baptistengemeinde Braunschweig. Sie war 1869 mit 47 Mitgliedern gegründet worden und inzwischen auf 140 Gemeindeangehörige angewachsen. Fiehler verstand es, „der Gemeinde ein Gesicht zu geben“. Er stellte am 14. April 1895 beim Braunschweiger Magistrat den Antrag, der Gemeinde die Korporationsrechte zu verleihen, die sie im Januar 1896 auch erhielt. In Fiehlers Dienstzeit fiel auch die Einweihung der neu erbauten Friedenskapelle (heute: Braunschweiger Friedenskirche) am Madamenweg 175. Ebenfalls in Fiehlers Amtszeit erfolgte 1899 die Gründung der Tochtergemeinde Peine. Am 31. August 1895 kam in Braunschweig Sohn Karl Fiehler († 1969) als jüngster Sohn des Pastorenehepaares zur Welt. Ebenfalls in Braunschweig wurde Frieda, die erste Tochter des Ehepaares Fiehler, geboren. Ihr Geburtsdatum war der 29. März 1898.

### München

Familie Fiehler – Eintrag im Melderegister der Stadt München (1902)

Anfang des 20. Jahrhunderts richteten sich Fiehlers Blicke wieder auf Bayern. Eine missionarische Erkundungsreise führte ihn 1901 nach München und Umgebung und bestätigte ihn in dem Vorhaben, in der bayerischen Landeshauptstadt mit einer Gemeindegründungsarbeit zu beginnen. 1902 entsandte der baptistische Regionalverband Hessischen Vereinigung (heute: Landesverband Hessen-Siegerland) Heinrich Fiehler in den Raum München, um dort mit einer Pionierarbeit zu beginnen. Die zuständige Behörde erteilte die notwendige Zuzugsgenehmigung gegen den Einspruch des Evangelisch-lutherischen Dekanats. Öffentliche gottesdienstliche Versammlungen waren dem Baptistenprediger jedoch untersagt. Um seiner missionarisch-diakonischen Arbeit einen juristischen Rahmen zu geben, gründete Fiehler 1903 einen Arbeiter-Hilfsverein, den er später in Allgemeiner Hilfsverein umbenannte und dem sich eine Reihe bekannter Münchner Bürger als Unterstützer anschlossen. Hinzu kam die Gründung eines Blau-Kreuz-Vereins, der sich speziell um Suchtkranke kümmerte. Neben seiner Tätigkeit als Missionar war Fiehler auch als Kolporteur mit Bibeln und christlicher Literatur unterwegs. Außerdem unterrichtete er auch als Religionslehrer. 1904 führte er in der Isar seine erste Gläubigentaufe durch. Drei Jahre später wandte sich die im Aufbau befindliche Gemeinde mit einer evangelistischen Veranstaltungsreihe erstmals an die Öffentlichkeit. Als Redner konnte sie den Erweckungsprediger Jakob Vetter (1872–1918) gewinnen. 1908 gelang es Fiehler, beim bayerischen Kultusminister Anton von Wehner eine Audienz zu erhalten. Sein Anliegen war es, für den Münchner Gemeindekreis eine staatliche Anerkennung zu erhalten. Das Mitgliederverzeichnis, das er seinem schriftlichen Antrag beilegte, umfasste nicht nur die 21 gläubig getauften Gemeindeglieder, sondern – für baptistische Statistiken unüblich – auch deren 26 (ungetauften) Kinder. Noch im selben Jahr verfügte der bayerische Prinzregent Luitpold von Bayern (1821–1912) die Anerkennung der Münchner Baptistengemeinde als Privat-Kirchen-Gesellschaft.
Als Fiehler seine Pionierarbeit in München begann, ließ sich die Zahl der dortigen Baptisten „an einer Hand abzählen“. Als Fiehler nach zwölfjähriger Tätigkeit das Münchner Missionsfeld verließ, blieb eine „stattliche Anzahl von treuen Menschen“ zurück, die sich kurze Zeit später als selbständige Gemeinde des Bundes deutscher Baptisten konstituierten. Unter ihnen war der im KZ Auschwitz ermordete Judenchrist Josef Halmos (1876–1943). Er hatte sich mit seiner Familie 1905 der Gemeindeaufbauarbeit Heinrich Fiehlers angeschlossen und war zu einem seiner wichtigsten Mitarbeiter in München und Umgebung geworden. Neben der Gemeinde München gehen auf Fiehlers Einsatz auch die Entstehung von sogenannten „Stationen“ im Altbayerischen Donaumoos (heute Baptistengemeinde Ingolstadt), in Augsburg, Kempten und Würzburg zurück.
Während der Münchner Dienstzeit wurde am 20. März 1903 Anna Elisabeth, die jüngste Tochter des Ehepaares Fiehler geboren. Geburtsort war aus nicht bekannten Gründen nicht München, sondern das osthessische Dorf Kathus.

### Flensburg

Baptistische Zoar-Kapelle Flensburg (um 1914)

Rund vier Wochen vor Beginn des Ersten Weltkrieges traten Heinrich und Emma Fiehler ihren Dienst in der Zoar-Kapelle der Baptistengemeinde Flensburg an. Während die inzwischen erwachsenen Söhne im Süden Deutschlands verblieben zogen die noch minderjährigen Töchter Emma und Elisabeth mit nach Schleswig-Holstein um.
Die Baptistengemeinde Flensburg hatte sich Ende des 19. Jahrhunderts von ihrer Muttergemeinde Schleswig abgezweigt und war am 1. Oktober 1899 mit 124 gläubig getauften Mitgliedern verselbständigt worden. Heinrich Fiehler wurde nach Friedrich Wilhelm Simoleit (bis 1901), Wilhelm Seelig (bis 1907) und Paul Sellin (bis 1914) der vierte Gemeindepastor der Flensburger Baptisten. Sein Dienst wird in der 1934 erschienenen – und durchaus nicht unkritischen – Festschrift überaus positiv beurteilt. Dort heißt es unter anderem: „Mit Br[uder] Fiehler erhielt die Gemeinde einen treuen Hirten, der, in Pionierarbeit erfahren und gereift, das große Gemeindegebiet fleißig mit dem Worte Gottes versorgte und besonders in den Kriegsjahren in den Häusern unserer Geschwister treu mit Rat und Tat waltete.“
Nach dem Ersten Weltkrieg zogen für kurze Zeit die beiden Söhne Heinrich Werner und Johannes zu ihren Eltern nach Flensburg. Heinrich Werner hatte als Kriegsfreiwilliger am Ersten Weltkrieg teilgenommen. Bis Anfang 1920 engagierte er sich unter anderem als Propagandaredner im sogenannten Deutschen Ausschusses für das Herzogtum Schleswig, der seinen Sitz in Flensburg hatte und sich gegen einen Anschluss Nordschleswigs an Dänemark einsetzte. Von 1920 bis 1921 gehörte er der Deutschen Volkspartei (DVP) an. Nach seiner Rückkehr nach München wurde Werner Fiehler Mitglied der NSDAP und des Stoßtrupps Hitler. Hans Fiehler litt unter einem traumatischen Erlebnis, das er während des Weltkriegs in Flandern gemacht und das eine Hinkehr zum Pazifismus bewirkt hatte. Er verblieb bis 1922 in Flensburg und führte in den 1920er Jahren ein „abenteuerliches Wanderleben“. Dabei trug er „eine rote Zipfelmütze, kurze Hosen und eine rote Weste, auf der hinten groß geschrieben stand ‚Hans im Glück‘“.

### Augsburg und Würzburg
Anfang 1923 kehrte das Ehepaar Fiehler wieder in die bayerische Pionierarbeit zurück. Augsburg und Würzburg waren die Schwerpunkte für die ins Auge gefassten Gemeindegründungen. In beiden Orten fand Heinrich Fiehler einige baptistische Familien vor, die der von ihm gegründeten Gemeinde in München angehörten.
In Lagerlechfeld bei Augsburg existierte in der Zeit von 1921 bis 1928 außerdem eine kleine baptistische Flüchtlingsgemeinde. Die meisten ihrer Mitglieder wanderten allerdings in die Vereinigten Staaten aus, die Zurückgebliebenen schlossen sich der Gemeindearbeit an, die Fiehler alsbald nach seiner Ankunft in die Wege leitete und die zur Keimzelle der heutigen Baptistengemeinde Augsburg wurde. Taufen und Freiversammlungen fanden in der Gründerzeit häufig an historischen Orten der reformatorischen Täuferbewegung statt. Gemeinsam mit Mitgliedern der Mennonitengemeinde Augsburg veranstaltete Fiehler am Himmelfahrtstag 1928 auch eine besondere Festveranstaltung, mit der an den 400. Todestag des Augsburger Täufermärtyrers Eitelhans Langenmantel erinnert wurde. Als Fiehler 1932 sein Missionsgebiet verließ, gab es in Augsburg zwar kein eigenes baptistisches Gotteshaus, wohl aber eine gefestigte Gemeinde, die nach weiteren Wachstumsschüben in der Zeit nach dem Ersten Weltkrieg ihre Kirche errichten konnte.
Ähnlich war die Situation in Würzburg. Hier gab es ebenfalls einen Kreis freikirchlicher Christen, der sich bereits seit 1907 in der unterfränkischen Metropole versammelte.  Von Augsburg aus unterstützte Fiehler diesen Kreis über viele Jahre. Auch hier „blieb die Arbeit nicht ohne Frucht“. Im Jahr 1953 konnte die Würzburger Gemeinde ihr erstes Gotteshaus errichten – nicht zuletzt durch den Zuzug vieler Flüchtlinge.

### Lebensabend in München
Im Alter von 74 Jahren trat Heinrich Fiehler in den Ruhestand. Noch 1933 wohnte das Ehepaar in der Augsburger Thelottstraße. Ein Jahr später erfolgte der Umzug nach München, wo Sohn Karl inzwischen „zum Oberbürgermeister der Hauptstadt der Bewegung“ avanciert war. Karl hatte sich bereits 1920 der nationalsozialistischen Bewegung angeschlossen. Mit der NSDAP-Mitgliedsnummer 37 galt er später als sogenannter Alter Kämpfer. Karl war Mitglied des Stoßtrupps Hitler (Vorläuferorganisation der SS) und Teilnehmer des Hitlerputsches, wofür ihm der Blutorden verliehen wurde.
Die anderen Söhne des Ehepaares Fiehler wohnten (zumindest zeitweise) ebenfalls in München.
Hans (eigentlich: Johannes Baptist), Pazifist, Kunstmaler und Liedermacher, hatte sich nach abenteuerlichen Wanderungen 1925 verehelicht. Er lebte mit seiner Ehefrau spätestens ab 1935 in der bayerischen Landeshauptstadt. Sein im Adressbuch angegebener Beruf lautete: „Kunstm[aler]“.  Hin und wieder war Hans über kurze oder längere Zeit in psychiatrische Einrichtungen (damals „Irrenanstalten“ genannt) zwangseingewiesen worden. Mit Beginn der Nazi-Zeit hatten sich seine Aufenthalte in diesen Anstalten gehäuft.
Otto, Inhaber einer Schuhfabrikation, war wie Karl auch ein früher Anhänger der Hitler-Bewegung und erhielt für seinen Einsatz beim Stoßtrupp Hitler ebenfalls den sogenannten Blutorden. Er verstarb bereits 1937.
Gerhard, gelernter Kaufmann, handelte mit Lederabfällen. Er profitierte 1939 unter anderem von der Arisierung eines jüdischen Ledergeschäftes in München.
Sohn Werner, Schriftsteller und Journalist, war wie Karl und Otto am Hitlerputsch beteiligt und wurde beim sogenannten Kleinen Hitler-Prozess in Abwesenheit zu fünfzehn Monaten Festungshaft verurteilt. Sowohl dem Prozess als auch der Strafe hatte er sich durch Flucht nach Südamerika entzogen. 1929 kehrte er nach München zurück. Wegen Unterschlagung von Firmengeldern wurde er vom Strafgericht München zu fünfzehn Monaten Haft verurteilt. Die Strafe wurde zur Bewährung ausgesetzt. Wegen Urkundenfälschung und „Schädigung des Ansehens“ seines Bruders Karl wurde er 1936 in Schutzhaft genommen und kurze Zeit später ins KZ Dachau eingeliefert. Dort verblieb er etwa anderthalb Jahre, musste sich dann aber in eine Trinkerheilanstalt begeben.
Die beiden Fiehler-Töchter waren in Flensburg verblieben und hatten dort Familien gegründet.
Heinrich und Emma Fiehler zogen zu ihrem Sohn Karl und dessen Familie. Sein Amtssitz befand sich in der Willroider Straße 10. Dort bewohnte das Predigerehepaar die erste Etage. Spätestens 1940 lebte Sohn Hans ebenfalls in ihrer Wohnung. Zu den Höhepunkten seines Ruhestandes gehörte sicherlich die Teilnahme am Fünften Baptisten-Weltkongress, der 1934 vom 4. bis zum 10. August in Berlin stattfand. Heinrich Fiehler half in der Konferenz-Sonntagsschule mit und beteiligte sich an einer Aussprache. Andrea Strübind nennt den Weltkongress, zu dem mehr als 10.000 Teilnehmer aus allen Teilen der Welt in die deutsche Hauptstadt gekommen waren, ein „außerordentliches Ereignis des Jahres 1934, wurde hier doch, vielleicht zum letzten Mal während des >>Dritten Reiches<<, vor einem internationalen Gremium in Deutschland offen über die Gefahren des Nationalismus, des Rassismus und des Militarismus gesprochen, ohne dass es Eingriffe von staatlicher Seite gab“.
1937 wurde Heinrich Fiehler anlässlich seiner 50-jährigen Predigertätigkeit durch die Münchner Baptistengemeinde ein großes Jubiläumsfest ausgerichtet, worüber ausführlich in der Zeitschrift Der Wahrheitszeuge Bericht erstattet wurde. Vertreter des deutschen Baptistenbundes war Paul Schmidt. Ob Fiehlers Söhne, eventuell sogar der Münchner Oberbürgermeister Karl, bei dieser Festlichkeit anwesend waren, wird nicht erwähnt.

## Heinrich Fiehler und die nationalsozialistische Ideologie
Angesichts von vier Fiehler-Söhnen, die bereits in jungen Jahren sich der Hitler-Bewegung angeschlossen hatten, stellt sich die Frage, in welchem Umfeld sie heranwuchsen und welchen Einfluss der Vater auf sie ausübte. Dazu äußerte sich Karl Fiehler in einem gerichtlichen Berufungsverfahren 1949 folgendermaßen: „In Elternhaus und Schule war in streng christlichem Sinne erzogen worden. Die religiösen Auffassungen der Baptistengemeinde erschienen mir persönlich als zu engherzig, weshalb ich mich nicht zum Eintritt in diese entschließen konnte. [...] Mein Vater hat sehr viel in der freiwilligen Armenpflege gearbeitet und es verstanden, auch in uns Kindern tiefes Verständnis für die sozialen Fragen unseres Volkes zu wecken. Meine Eltern waren auch überzeugte Patrioten, die in ihren Kindern die heiße Liebe zu Volk, Heimat und Vaterland entfachten [...].“ Ein Beispiel für den Patriotismus Heinrich Fiehlers könnte der von ihm verfasste Text des sogenannten Deutschen Treueliedes sein, das 1935 im Jahrbuch der Jugend im neuen Deutschland erschien.
Andreas Heusler vermutet, dass Karl Fiehler, nachdem er mit der Einberufung zum Militär „das beschützende Milieu einer religiös geprägten Großfamilie verlassen“ hatte, „in der männerbündischen Atmosphäre der Armee [...] mit einer ihm fremden Lebenswelt konfrontiert“ worden sei, dass er aber erst im Ersten Weltkrieg zum Rassisten und überzeugten Antidemokraten geworden sei. Vorstellen könne man sich allerdings auch, dass ein „schwelender Antisemitismus“, der im Protestantismus um die Wende des 19. zum 20. Jahrhundert sichtbar wird, auch in der Predigerfamilie „einen gewissen Resonanzboden gefunden hatte“. Für einen latent vorhandenen völkischen Nationalismus und Antisemitismus spräche auch, dass (ausgenommen Hans) die Brüder Karl Fiehlers „schon früh den Weg zur NS-Bewegung gefunden“ hatten. Aussagen zum ideologischen Milieu innerhalb der Familie Fiehler bleiben aber letztlich Vermutungen.
Während des bereits erwähnten Fünften Baptistischen Weltkongresses nahm Fiehler jedoch mit einem eigenen Votum zur nationalsozialistischen Ideologie Stellung – und zwar ganz in deren Sinne. Der Kongress hatte dem Nationalismus und der sogenannten „Rassenfrage“ breiten Raum gewidmet. Das Hauptreferat hielt der schwedische Theologen Nils Johan Nordström (1880–1943), Rektor des baptistischen Bethel-Seminars in Stockholm. Korreferent war Paul Schmidt (1888–1970), ehemaliger Reichstagsabgeordneter (CSVD) und bis 1935 Schriftleiter des Oncken-Verlages in Kassel. Zum Abschluss dieses Tagesordnungspunktes wurde eine zuvor entworfene Resolution von Charles Edward Wilson (1871–1956), Generalsekretär der Baptist Missionary Society, der Versammlung vorgestellt. Dabei betonte er zunächst die Pflicht jedes Christen, unablässig vor dem „Missbrauch der Rasseunterschiede“ sowie vor „selbstsüchtiger Rassevorherrschaft“ zu warnen. Im Blick auf die Kirchen sagte er dann unter anderem: „Die Aufrichtung von Schranken der Farbe oder der Rasse innerhalb des Gottesdienstes oder der Gemeinschaft der Kirche Christi ist eine ungeheuerliche Verleugnung des Herrn, eine Verletzung der Substanz seiner Lehre. [...] Mit unseren Mitchristen in allen Kirchen bedauern wir die lange Misshandlung der Juden von seiten der angeblich christlichen Nationen, und wir erklären diese Ungerechtigkeiten als Verletzung der Lehre und des Geistes Christi.“ An der sich anschließenden Aussprache beteiligte sich Heinrich Fiehler mit folgenden Worten: „Vor Gott sind wir alle gleich, ebenso alle Völker und alle Rassen. Wenn aber eine Rasse in einer Nation volksschädigend wirkt, dann muß die Regierung zur Selbsterhaltung der Nation eine solche Rasse in die Schranken weisen, die wir für uns selbst und für andere gelten lassen.“

## Veröffentlichungen (Auswahl)
- Erkundungsreise nach München von 1901. In: Zeitschrift Der Wahrheitszeuge. Jahrgang 1901, Nr. 38. S. 303; abgedruckt bei Andrea und Kim Strübind (Hrsg.): Zwischen Himmel und Erde. Festschrift zum 100-jährigen Jubiläum der EFG München (Baptisten) 1902-2002. Verlag der Gesellschaft für Freikirchliche Theologie und Publizistik: München 2002. S. 43f.
- Deutsches Treuelied (Melodie: Matthaeus Roemer). In: Jungdeutschland im Dritten Reich. Jahrbuch der Jugend im neuen Deutschland. 2. Jahrgang. Kreß & Hornung: München 1935. S. 258
- Prediger Fiehler erinnert sich an die Arbeit in Bayreuth (verfasst 1930, anlässlich des 90. Jahresfestes der Baptistengemeinde Bayreuth); veröffentlicht in: Evangelisch-Freikirchliche Gemeinde (Baptisten) Bayreuth (Hrsg.): 150 Jahre Baptistengemeinde Bayreuth. Festschrift. Selbstverlag: Bayreuth 1990. S. 63–65
- Verschiedene von Fiehler verfasste Berichte über seine missionarische Tätigkeit finden sich in folgenden Jahrgängen der Zeitschrift Der Wahrhaitszeuge: 1903, Nr. 17, S. 135; 1907, Nr. 52, S. 416; 1908, Nr. 28, S. 224 (Über die erhaltenen Rechte zur freien Religionsausübung in München); 1910, Nr. 2, S. 16.